# 芦屋町タウンバス

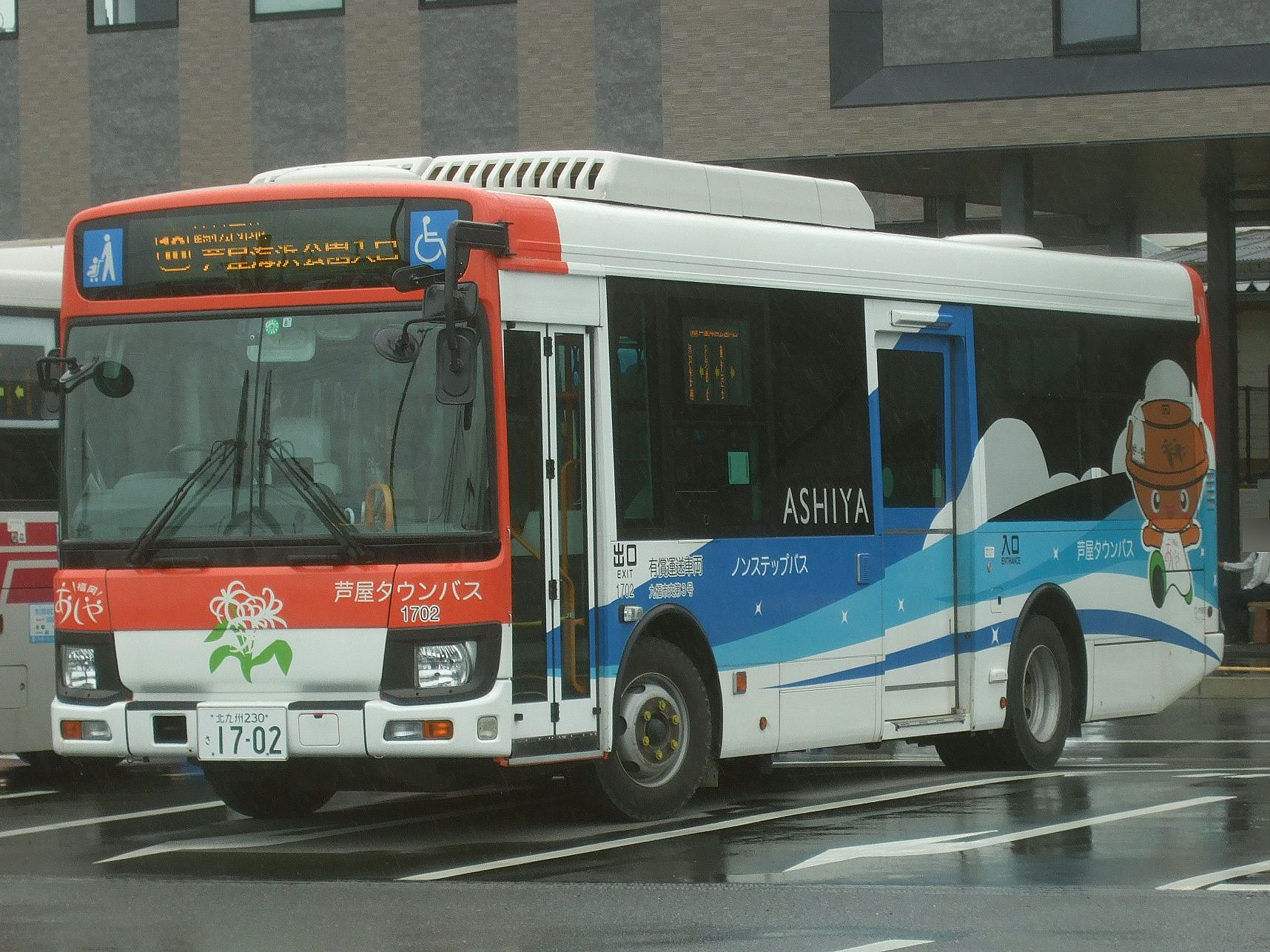
芦屋タウンバスの中型車
日野・レインボー、2017年導入

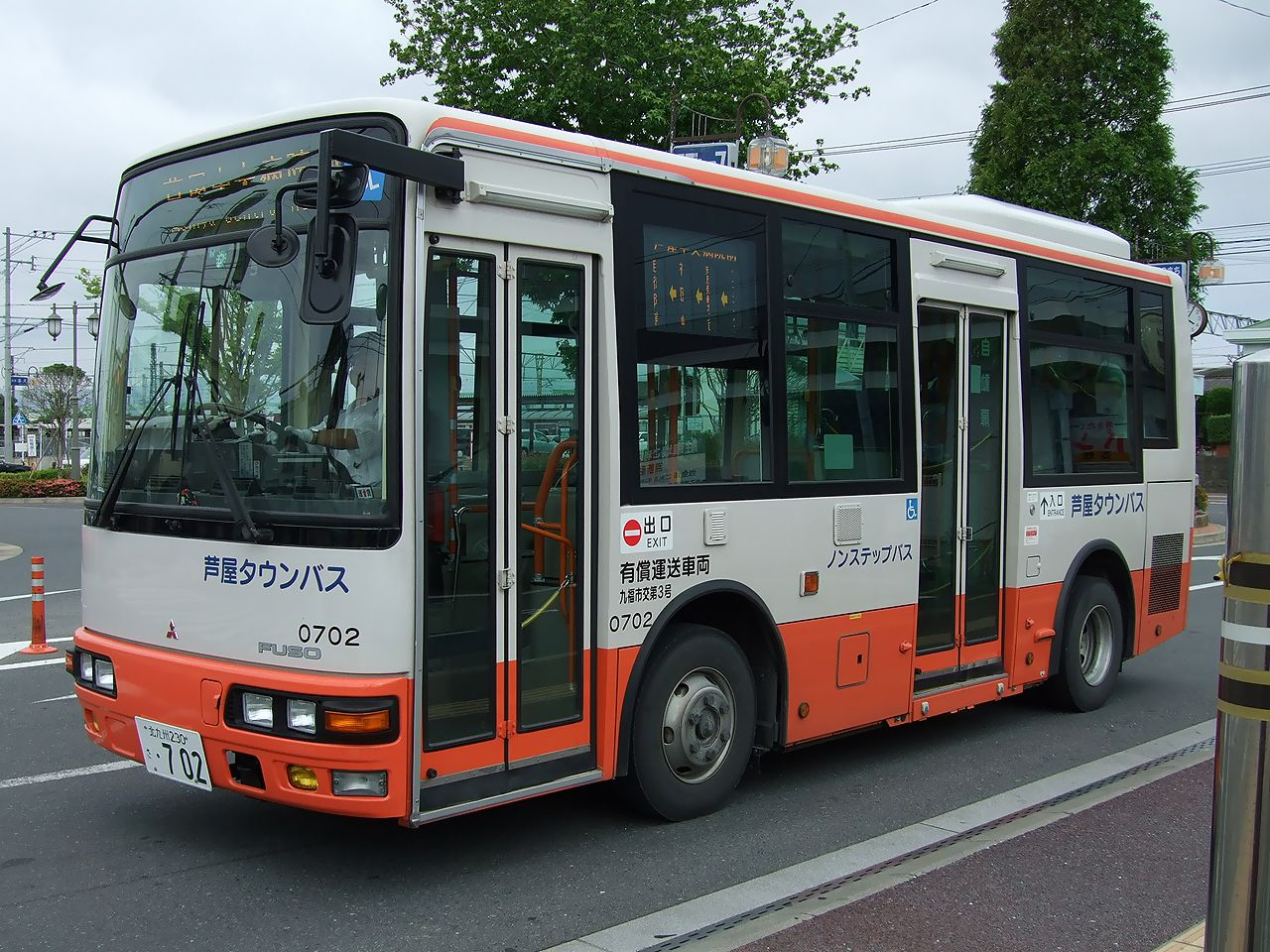
芦屋タウンバスの小型車
三菱ふそう・エアロミディME、2007年導入

芦屋タウンバス（あしやタウンバス）は、福岡県遠賀郡芦屋町が、芦屋町および遠賀町にて運行するコミュニティバスである。
運行形態は、道路運送法第78条の2の適用を受けた自家用自動車による輸送（自家用有償旅客運送）を採っており、車両のナンバープレートは白ナンバーである。車両は町が保有し、運行業務は北九州市交通局に委託され向田営業所が担当している。九州のバス時刻表で時刻表や路線図を表示できるが、北九州市交通局の路線として表示される。

## 概要
2005年（平成17年）4月1日運行開始。西日本鉄道の子会社である西鉄バス北九州の芦屋 - 折尾線が補助金の折り合いがつかずに廃止されるのに伴い、同区間の一部である遠賀川駅 - 芦屋間を廃止代替する目的で運行開始した。廃止代替のコミュニティバスであるが、運行時間帯は平日は5時台から23時台までと長い。運賃は区間制で細かく設定されている。遠賀川駅 - 折尾間に関しては芦屋町発着の北九州市営バスで芦屋 - 水巻、芦屋 - 折尾間の代替可能であるとされたため廃止された。折尾までの競合がなくなったことにより交通局は以後、芦屋 - 折尾間の運行経路を青葉台経由に集約していくこととなった。
運行ダイヤは北九州市交通局が芦屋町から委託を受けて作成しており、町からの要望に応えるためや市営バスの基準でのダイヤ編成となるため、西鉄時代にはほぼ皆無であった回送便が極めて多く設定されている。朝の遠賀川から芦屋、夜間の芦屋から遠賀川は7割が回送で運行される。また、出入庫や給油、乗務員の休憩・交代のための回送が多く、はまゆう団地線・中央病院線も折返し待機をせず片道回送を原則としている。そのため走行距離に対する回送率が極めて高い。
モータリゼーション進展の影響による赤字により2013年3月末で廃止された北九州市交通局の90番系統の一部、折尾 - はまゆう団地線（山鹿 - はまゆう団地間）の代替として、同年4月1日より「はまゆう団地・遠賀川駅線」を新設するとともに、同日付で運賃・路線・回数券制度などが大幅刷新された。
さらには2018年3月1日の芦屋中央病院の移転に伴い、従来系統のほかに乗り入れのための路線が増え、系統番号が付与されることとなった。

### 利用状況と利用促進事業
西鉄バス時代の利用者は1日あたり約180名であった。芦屋タウンバスに転換後、西鉄時代には駅から約150ｍ離れていた遠賀川駅前停留所を駅前に移設し、また黒崎発着がなくなったことによる定時性の向上など改善が図られた。運行開始時は年間10万人弱の利用があった。利用者はその後減少傾向にあったが、近年は芦屋タウンバスのJR鉄道路線との接続改善や、市営バスの所要時間の増加などもあり、市営バスからの乗客移行が進んで増加傾向にある。
さらに、利用者のより細かなニーズに応えるため、九州産業大学との連携により車内にタブレット端末を設置して「芦屋タウンバス AKB（芦屋町・九産大・バス利用促進）事業」と称し、各種アンケートや利用状況の無人調査を可能として各種調査を行っていた。

## 運賃・乗車券類
運賃は、運行開始時は西鉄バス時代と同額であったが、2013年に収支率の悪化を理由とした改正により、市営バスとほぼ同等の区間運賃制度に移行した。一部の区間では値下げとなったが、ほとんどの区間で値上げされることとなった。他町のコミュニティバスのような均一運賃などは導入されていないが、2024年3月までは芦屋町内のみを利用する場合には大人100円、小児・障害者半額（50円）の施策を北九州市営バスと共同で実施していた。
西鉄運行時代には、西鉄バスの高齢者専用定期券「グランドパス65」が利用できたが、町営移管と同時に高齢者割引は廃止され普通運賃の負担が必要となった。また北九州市交通局でも芦屋町区間での高齢者割引は適用されず、芦屋町在住でも高齢者定期券の購入自体は可能だが割引適用は北九州市内区間のみとなり、芦屋町内利用分の運賃は差額ではなく境界からの初乗り運賃が必要となる。なお、隣接する遠賀町の遠賀町コミュニティバスは高齢者100円運賃を実施している。障害者は各種障害者手帳の提示で現金・定期券での半額利用が可能となる。
芦屋町営バスであるが、区間運賃のため遠賀川駅から利用する場合は、遠賀町民のほうが必然的に運賃が安くなる。
2023年2月に委託先の北九州市営バスのシステムを利用したnimocaが導入されたが、専用定期券はIC化されず、また割引のある専用回数券は並行販売している。定期券（通勤用・通学用）、紙式回数券（11枚、23枚綴り）があり、定期券は芦屋町役場、遠賀町駅前サービスセンター（旧遠賀信用金庫遠賀川支店）で販売する。回数券は芦屋町役場、遠賀町駅前サービスセンターで全券種を、バス車内で11枚綴りのみを販売する。

## 路線
2018年6月現在、遠賀川駅前 - 芦屋中央病院間、遠賀川駅前 - はまゆう団地間、遠賀川駅前 - 港湾緑地間2系統の4路線を運行している。共に遠賀川駅から県道299号線を西進し、右折して県道285号線、国道495号、町道を直進し、芦屋町の中心部を通り港湾緑地、芦屋中央病院前、夏井ヶ浜（はまゆう団地）まで運行する。
芦屋町営であるが、運行区間の一部（遠賀川駅前 - 若松間）が遠賀町内を経由する。クローズドドアシステムは採用していないため、遠賀町内区間のみの利用も引き続き可能であるが、西鉄バスから芦屋町タウンバスへの移行にあたり、遠賀町内にあった遠賀中央公民館前、島門、若松の各バス停留所が廃止された（2011年に若松停留所は復活）。
以下は2018年3月時点での情報である。

### 10 遠賀川駅前 - 港湾緑地前 (鶴松団地経由)
- 遠賀川駅前 - 遠賀町役場前 - ダイヤニュータウン - 松の本（西鉄時代は松ノ本） - 鬼津 - 若松 ‐ 芦屋競艇場入口 - 浜口南 - 浜口 - 鶴松団地 - 高浜町 - 自衛隊前 - 芦屋中学校前 - 芦屋小学校前 - 芦屋海浜公園入口（旧西鉄芦屋車庫） - 港湾緑地前

利用者の多い鶴松団地を経由する系統。2018年改正で登場し主要系統となった。港湾緑地前発着であるが、側面行先表示機以外の旅客案内は「芦屋海浜公園入口」行きで統一されている。
　

### 20 遠賀川駅前 - 港湾緑地前 (祇園崎経由)
- 遠賀川駅前 - 遠賀町役場前 - ダイヤニュータウン - 松の本（西鉄時代は松ノ本） - 鬼津 - 若松 ‐ 芦屋競艇場入口 - 浜口南 - 祇園崎 - 正門通 - 自衛隊前 - 芦屋中学校前 - 芦屋小学校前 - 芦屋海浜公園入口（旧西鉄芦屋車庫） - 港湾緑地前

運行開始当初から存在する、旧西鉄バスの路線をベースとした系統。中央病院の移転に伴う経路変更で港湾緑地まで延伸された。系統番号は20番が付与される。21・22番と合わせ祇園崎地区には概ね毎時1本程度が運行される。当系統は21・22番が運行されない朝夜時間帯の運行が主体。

### 21 遠賀川駅前 - 芦屋中央病院玄関前(祇園崎・堤防経由)
- 遠賀川駅前 - 遠賀町役場前 - ダイヤニュータウン - 松の本（西鉄時代は松ノ本）  - 祇園崎 - 正門通 - 自衛隊前 - 芦屋中学校前 - 芦屋町役場前 - 芦屋橋 - 山鹿 - 山鹿郵便局前 - 芦屋総合体育館入口 - 芦屋中央病院下 - 芦屋中央病院玄関前

2018年3月に移転開院した芦屋中央病院のアクセス系統。路線新設当初は祇園崎 - 松の本間を堤防経由のノンストップ運行であったが、翌改正で堤防経由を廃止し浜口南経由に変更された。鶴松団地から芦屋中央病院へのアクセスは市営バスの既存路線が担うため祇園崎経由となった。自衛隊前 - 芦屋中央病院下間は市営バスと競合するが運賃は異なり、定期券や回数券の共通化はされていないが、2024年3月まではいずれも100円で利用できた。
遠賀川駅前行きは、芦屋中学校前から20番となる。

### 22 遠賀川駅前 - はまゆう団地 (祇園崎経由)
- 遠賀川駅前 - 遠賀町役場前 - ダイヤニュータウン - 松の本（西鉄時代は松ノ本） - 鬼津 - 若松 ‐ 芦屋競艇場入口 - 浜口南 - 祇園崎 - 正門通 - 自衛隊前 - 芦屋中学校前 - 芦屋町役場前 - 芦屋橋 - 山鹿 - 芦屋釜の里前（北九州市交通局時代は国民宿舎前） - 洞山入口 - 柏原 - 田屋 - 夏井ヶ浜（遠賀川駅前着は起点） → はまゆう団地（遠賀川駅前発は終点）

市営バスの芦屋線はまゆう団地系統の廃止代替路線。当初は鶴松団地・旧中央病院を経由し、港湾緑地周りで運行されていたが、2018年の改正から祇園崎経由となり、芦屋中学校前 - 芦屋町役場前間で旧中央病院・港湾緑地には立ち寄らず直行するよう変更された。
遠賀川駅前行きは、芦屋中学校前から20番となる。

## 車両
運行開始当初はマイクロバスの三菱ふそう・ローザを主力に、一部ではワンボックスカー（町では「ワゴン車」と称する）による運行も行われていたが、朝夕を中心に積み残しが多発した。また両替機（運賃箱）を設置できない、バリアフリーに対応していないなどの問題もあり、わずか2年後の2007年に小型ノンステップバスの三菱ふそう・エアロミディMEが3台導入された。
その後、2017年に日野・レインボーが1台導入されこちらが主に使用されている。
ローザは予備車として、レインボーやエアロミディが運行できないときに代走する。またワンボックスカーによる運行は現在行われていない。
各車両には車両番号が付与される。専用車両の番号は北九州市営バスの車両番号に続いており、西暦の下2桁+通し番号となっている。このため、2017年度予算購入のレインボーの車両番号は、北九州市営バスの「1701」に続いて「1702」である。

## タウンバス以外の町営バス
芦屋町では「芦屋タウンバス」のほか、町内のみを走る「町内巡回バス」を運行しているが、これは乗合バスではなく福祉バスであり、乗車できるのは障害者および60歳以上の高齢者のみである。